# 베네딕트 앤더슨
베네딕트 리처드 오고먼 앤더슨(Benedict Richard O'Gorman Anderson, 1936년 8월 26일 ~ 2015년 12월 12일)은 코넬 대학교 국제학과 명예교수이다. 그의 대표작인 《상상의 공동체》에서 그는 지난 3세기간 세계에 내셔널리즘(nationalism)이 출현하게 된 요인들을 유물사관 혹은 마르크스주의 사관에서 접근하여 분석하였다. 여기서 "상상의 공동체(imagined community)"란 국민을 의미한다.
국민(예를 들어 라틴어)에 대한 접근이 특권층에 제한되던 양상의 감퇴, "신의 지배(divine rule)"와 왕정 등의 정치개념을 폐지하려는 운동, 그리고 자본주의 체제 아래 인쇄기(printing press)의 출현을 꼽는다. 그는 이를 인쇄 자본주의 (print-capitalism) 이라고 불렀다. 앤더슨의 저서는 리아 그린펠드의 《민족주의: 근대에 이르는 다섯 갈래의 길》에서 사용된 방법론적 개인주의(methodological individualist) 또는 베버주의적 접근과 비교될 수 있다.
앤더슨은 중국 쿤밍에서 영국계 아일랜드인 아버지와 잉글랜드인 어머니 사이에서 태어났다. 미국 캘리포니아에서 성장기 대부분을 보내고 케임브리지 대학교에서 공부하였다. 마르크스주의 지식인인 페리 앤더슨은 그의 친동생이다.

## 저서
- Java in a Time of Revolution ISBN 0-8014-0687-0
- Debating World Literature ISBN 1-85984-458-8
- 《상상의 공동체 - 민족주의의 기원과 전파에 대한 성찰》(1983), 윤형숙 역, 나남/2004, Imagined Communities: ISBN 0-86091-329-5
- Language and Power: Exploring Political Cultures in Indonesia ISBN 0-8014-9758-2
- 세 깃발 아래에서-아나키즘과 반식민주의적 상상력(2005), 서지원 역, 길/2009: Under Three Flags: Anarchism and the Anti-colonial Imagination. London: Verso. 2005. ISBN 1-84467-037-6